# 6487 Tonyspear
6487 Tonyspear este un asteroid care intersectează orbita planetei Marte.

## Descriere
6487 Tonyspear este un asteroid care intersectează orbita planetei Marte. Asteroidul prezintă o orbită caracterizată de o semiaxă mare de 2,36 ua, o excentricitate de 0,31 și o înclinație de 21,3° în raport cu ecliptica.